# Stazione di Bari Villaggio del Lavoratore
Stazione di Bari Villaggio del Lavoratore vasúti megállóhely Olaszországban, Bari településen.

## Vasútvonalak
Az állomást az alábbi vasútvonalak érintik:
- Bari–Taranto-vasútvonal

## Kapcsolódó állomások
A vasútállomáshoz az alábbi állomások vannak a legközelebb:
- Stazione di Bari Centrale
- Stazion de Modugno